# إدوارد كينغ (مجدف)
إدوارد كينغ (بالإنجليزية: Edward King)‏ هو مجدف أمريكي، ولد في 14 يونيو 1989 في Kempton Park, South Africa ‏ في جنوب أفريقيا.

## وصلات خارجية
- إدوارد كينغ على موقع الاتحاد الدولي للتجديف (الإنجليزية)
- إدوارد كينغ على موقع اللجنة الأولمبية الدولية (الإنجليزية)
- إدوارد كينغ على موقع أوليمبيديا (الإنجليزية)